# Katedra Mariacka w Havelbergu
Katedra Mariacka (niem. Dom Sankt Marien) – romańsko-gotycka świątynia luterańska znajdująca się w niemieckim mieście Havelberg, do 1571 siedziba diecezji.

## Historia
W 946 król Otton I Wielki, późniejszy cesarz, erygował diecezję Havelbergu w celu chrystianizacji słowiańskich terenów na wschód od Łaby. Podlegała metropolii Moguncji, a w 968 włączono ją do nowo włączonej metropolii Magdeburga. W 983 pierwsza katedra została zniszczona przez lutyków. W 1100 wznowiono walki ze słowianami, a po krucjacie wendyjskiej w 1147 siedzibę diecezji ponownie przeniesiono do Havelbergu z tymczasowej siedziby w Jerichowie. W 1149 lub 1150 roku rozpoczęto budowę nowej katedry wraz z klasztorem. Kanoników sprowadzono tu z Jerichowa w 1150 roku, początkowo żyli zgodnie z regułą norbertańską. Biskupi diecezji rezydowali w Wittstock/Dosse.  Świątynię konsekrował 16 sierpnia 1170 arcybiskup Magdeburga, Wichman. Trójnawową bazylikę bez transeptu wzniesiono z kwarcytu i przykryto płaskim, drewnianym stropem. Około 1200 wzniesiono ceglane skrzydło klasztorne w stylu romańskim. Na początku XIII wieku wzniesiono skrzydło południowe, a w pod koniec tego wieku – skrzydło zachodnie. W 1279 świątynia spłonęła, przetrwały jedynie zewnętrzne mury i wieża. Ok. 1330 wzniesiono gotyckie sklepienia krzyżowe, a ok. 1400 wybudowano lektorium. W 1508 od południa dobudowano kaplicę św. Anny.
W 1506 elektor Joachim I Nestor zlikwidował dotychczasową kapitułę, na jej miejsce powołano kapitułę świecką. W 1561 świątynia przeszła w ręce protestantów, a w 1571 zlikwidowano diecezję i włączono ją do Elektoratu Brandenburgii. W 1819 rozwiązano luterańską kapitułę, a jej majątek został wywłaszczony na rzecz Królestwa Prus. W latach 1840–1841 kościół odrestaurowano, a w latach 1907–1909 wzniesiono nowe piętro dzwonowe wieży i portal w stylu neoromańskim. W 1904 na piętrze klasztoru urządzono muzeum krainy Prignitz, a w 1905 w dawnym cellarium klasztornym urządzono rzymskokatolicką kaplicę pw. św. Norberta. Katedra została uszkodzona w trakcie wysadzania mostów na Haweli podczas II wojny światowej. Od 1996 jest własnością Fundacji Katedr i Zamków Saksonii-Anhalt, przekształconej w 2017 w Fundację Kulturalną Saksonii-Anhalt. Budynek pełni funkcje sakralne dla wspólnoty protestanckiej oraz sali koncertowej.

## Architektura i wyposażenie
Świątynia romańsko-gotycka, trójnawowa. Katedra ma długość 72,5 m i szerokość 22,5 m. Nawa ma wysokość 22 m, a wieża z latarnią – 47,5 metra. Na sklepieniu zachodniej części nawy zachowały się pozostałości fresku z 1330 roku. Krucyfiks tęczowy pochodzi z ok. 1280 roku, a stalle pochodzą z lat 1300–1350 i z ok. 1430 roku. Wnętrze zdobi również renesansowa chrzcielnica z 1588 roku, barokowa ambona z 1693 i barokowy ołtarz główny ze sceną Ostatniej Wieczerzy z 1700 roku. Wewnątrz zachowały się również 63 nagrobki należące do biskupów, prepozytów, kanoników i członków ich rodzin, wykonane między XIII a XIX wiekiem, szczególną uwagę przyciąga alabastrowy grób bpa Johannesa Woepelitza. Organy wykonał w 1777 roku Gottlieb Scholtze, pierwotnie składały się z 29 głosów, dwóch manuałów i pedału. Piszczałki organowe zarekwirowano podczas I wojny światowej. Renowacje instrumentu miały miejsce w latach 1938, 1951 i 1965, obecnie składają się z 34 głosów. Na wieży katedry zawieszone są trzy dzwony bujane oraz dwa dzwony zegarowe.

## Galeria

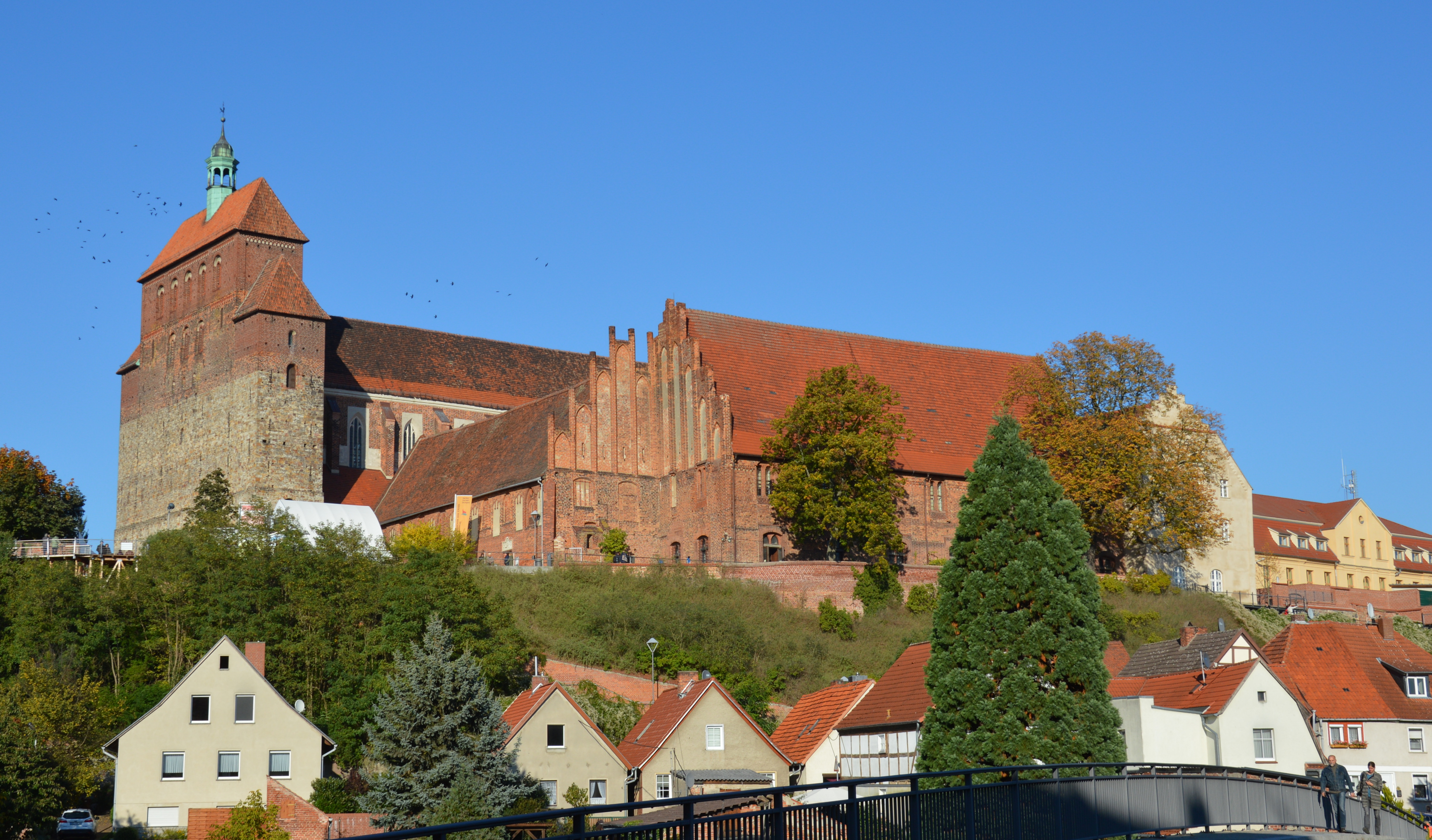
Widok z południowego zachodu na katedrę i klasztor
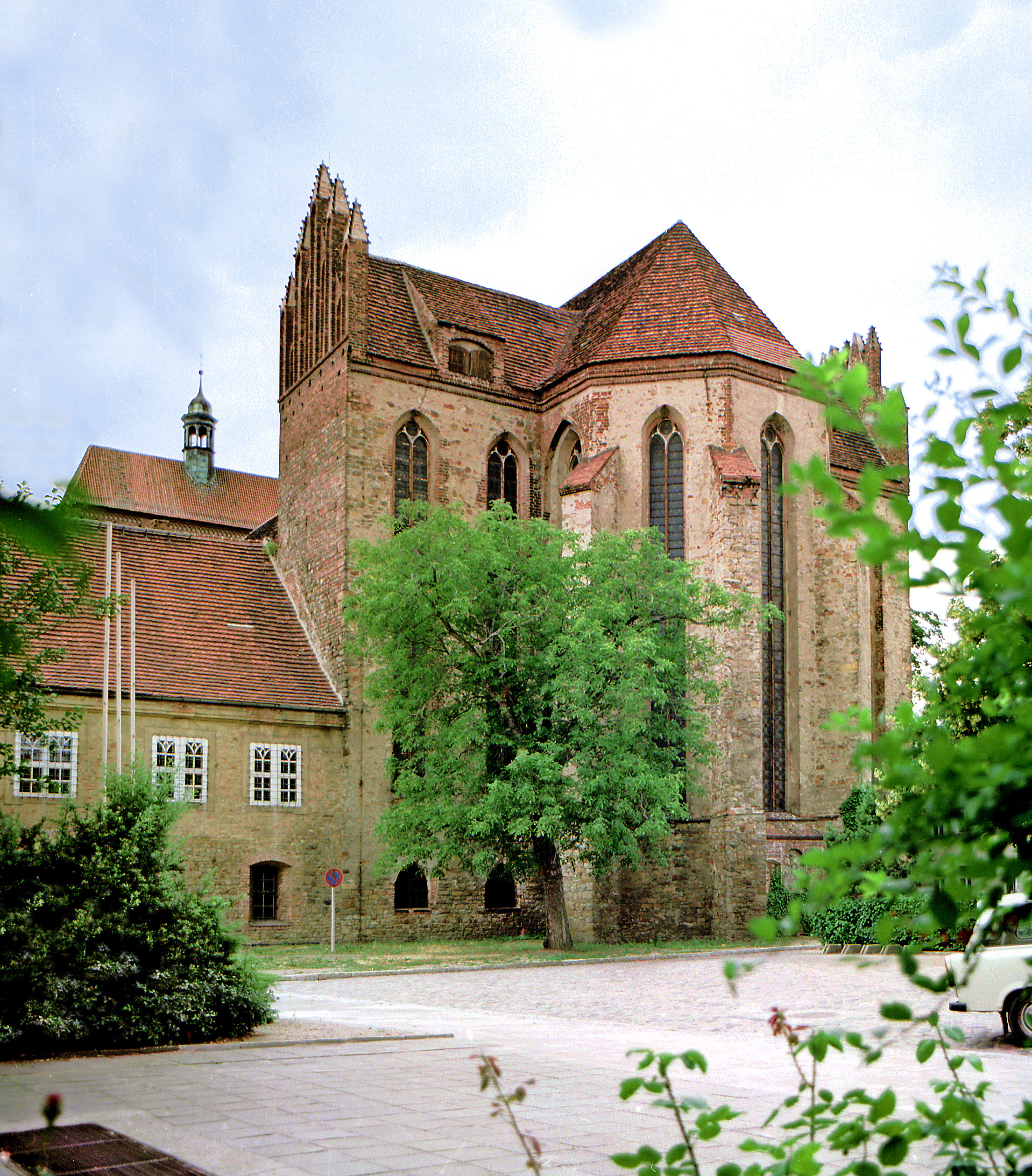
Absyda i transept
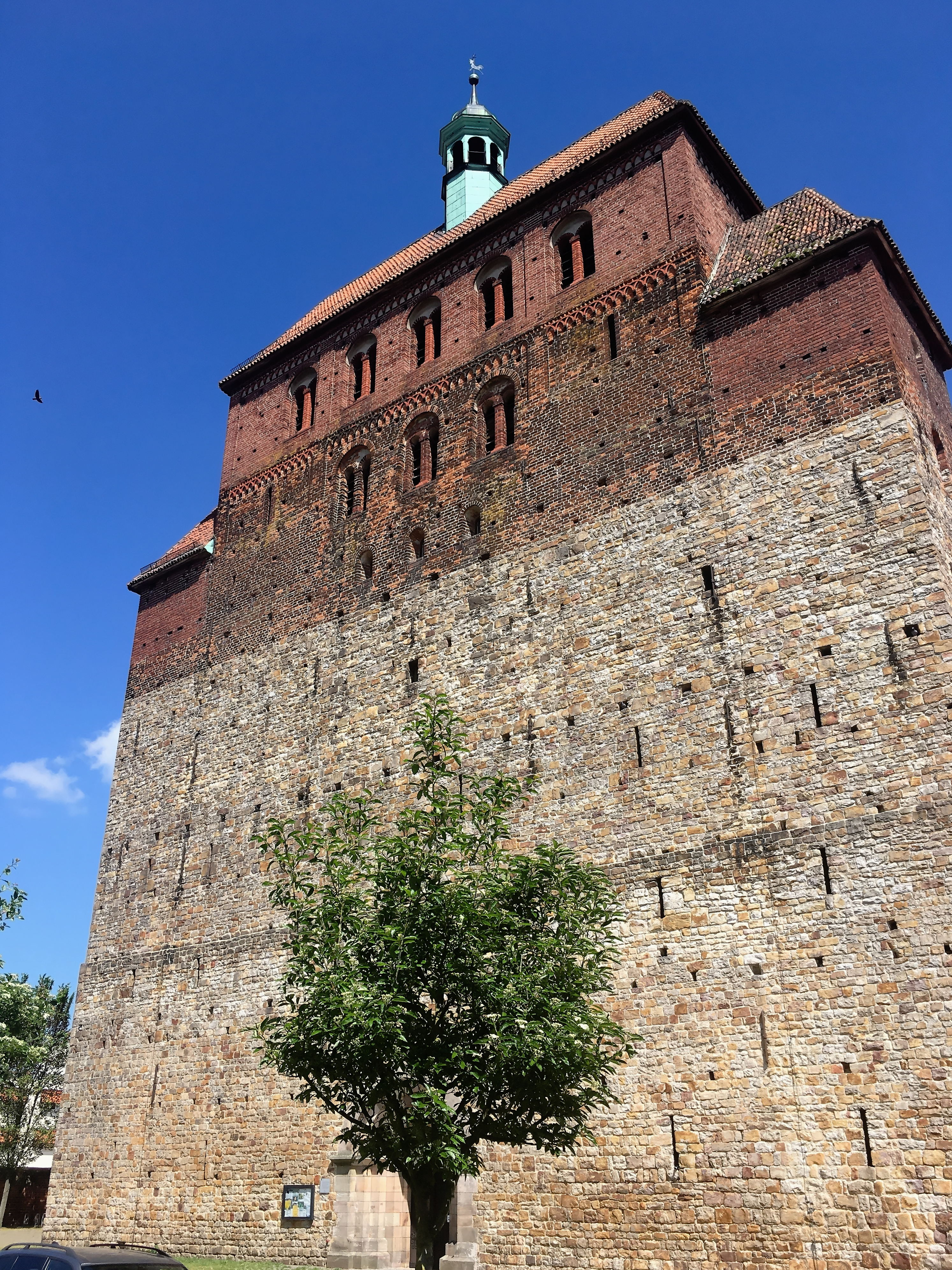
Fasada
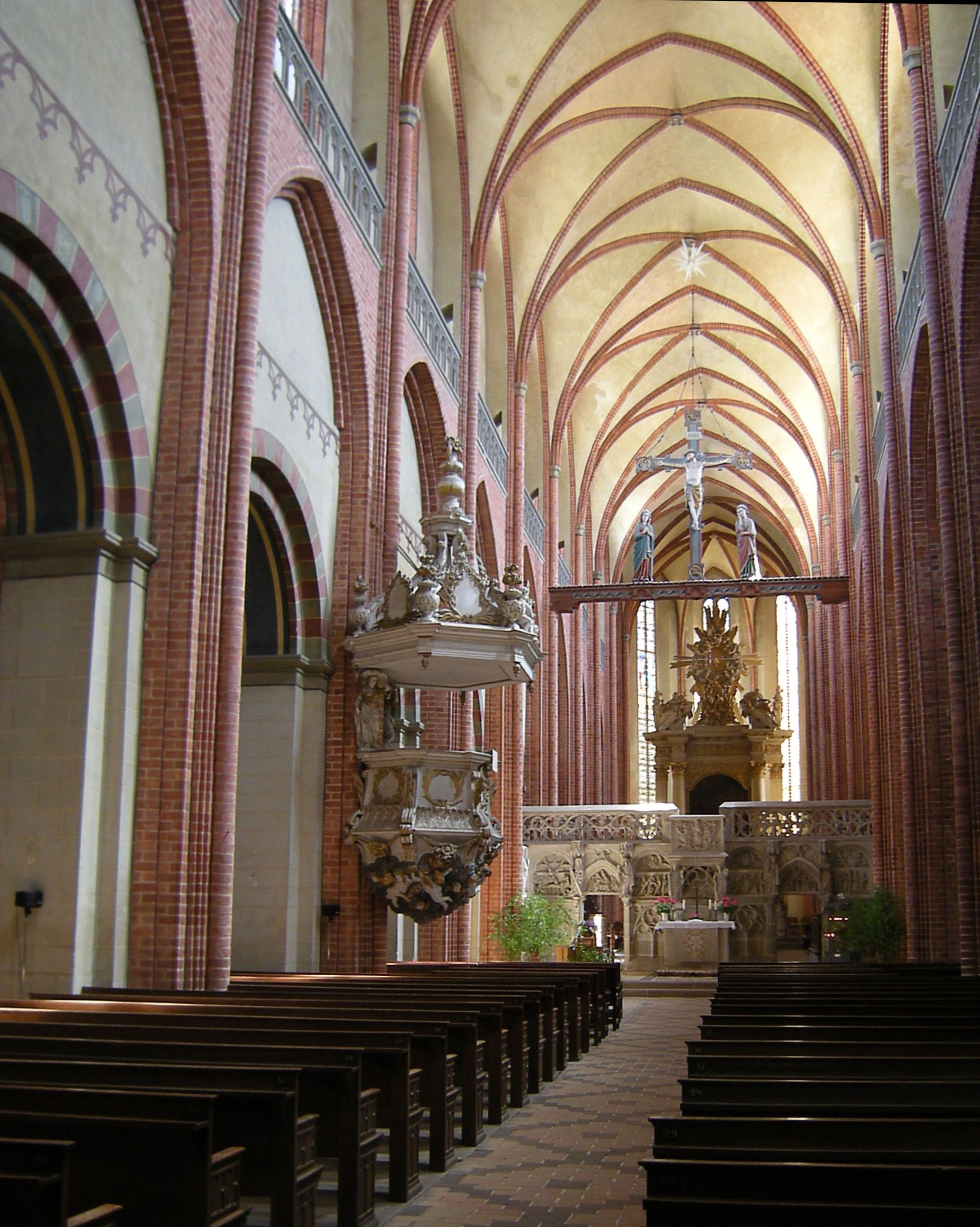
Wnętrze
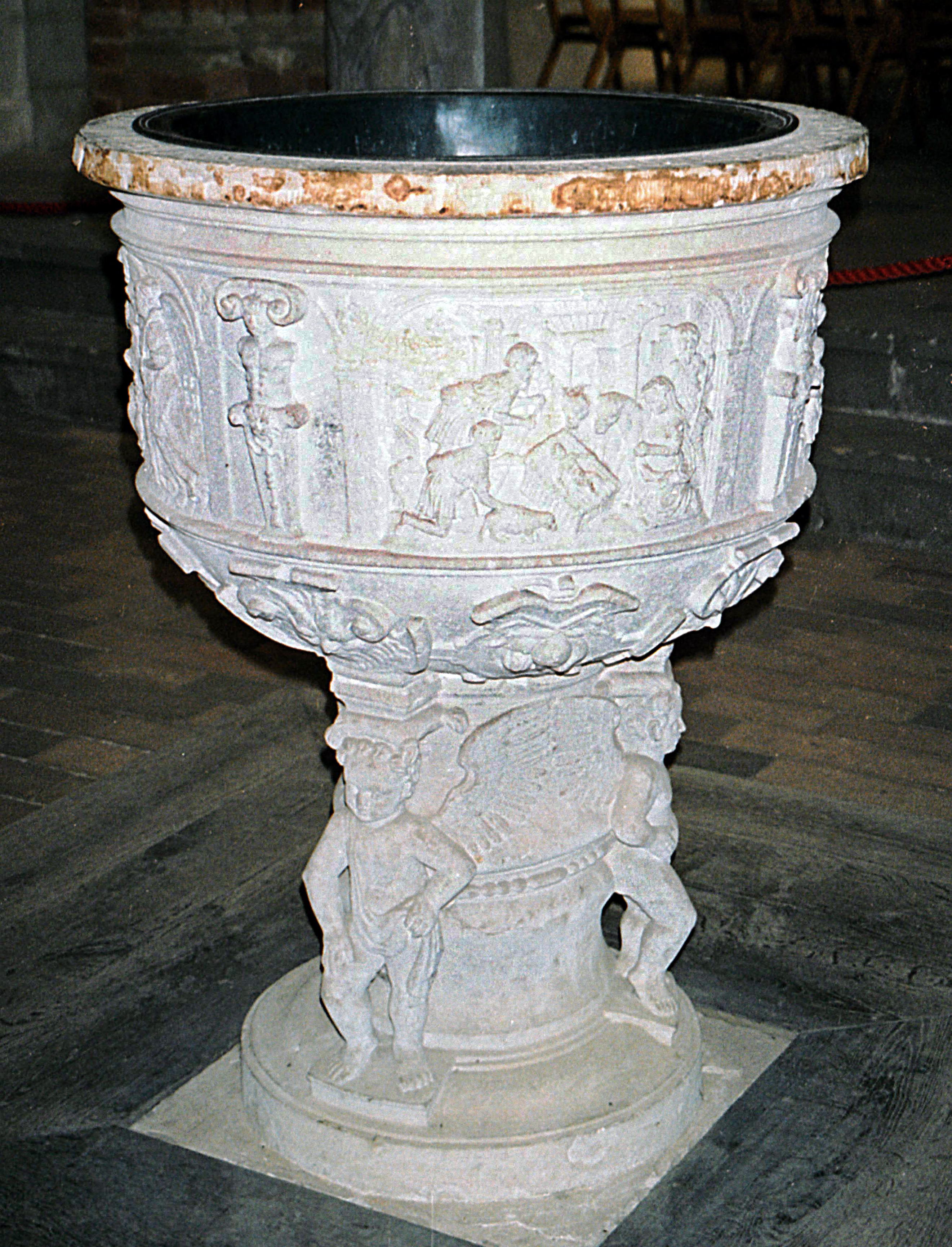
Chrzcielnica
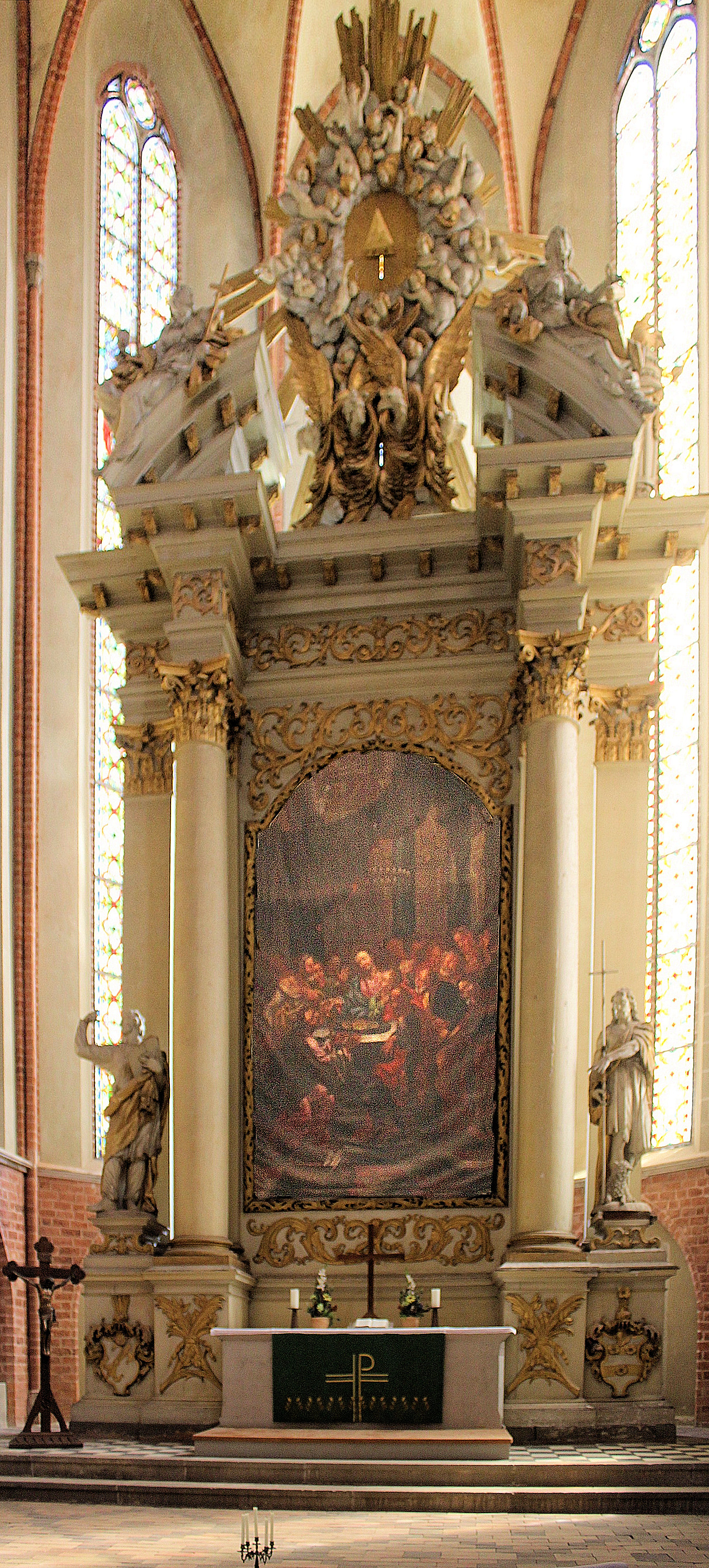
Ołtarz główny
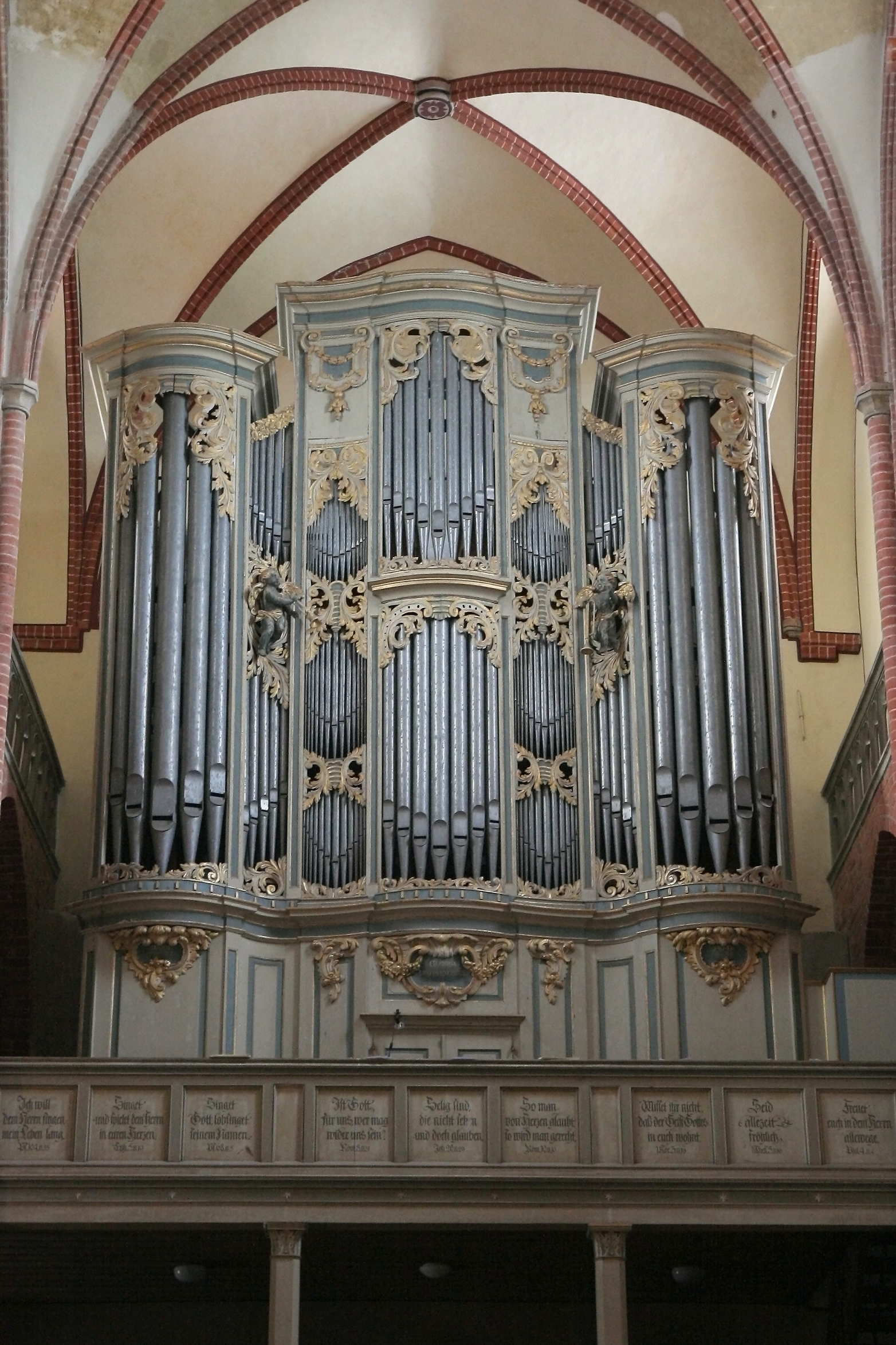
Organy
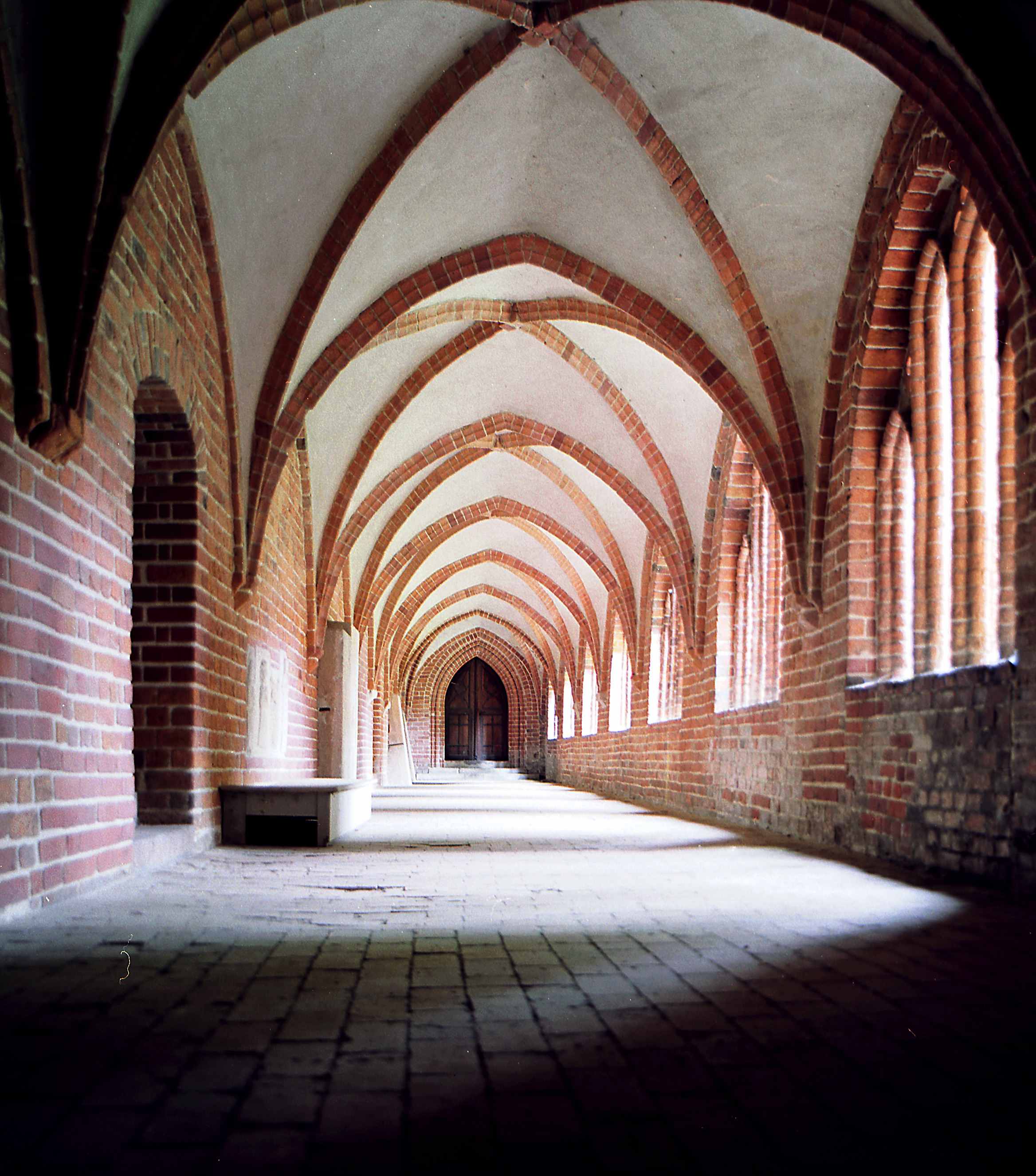
Krużganek
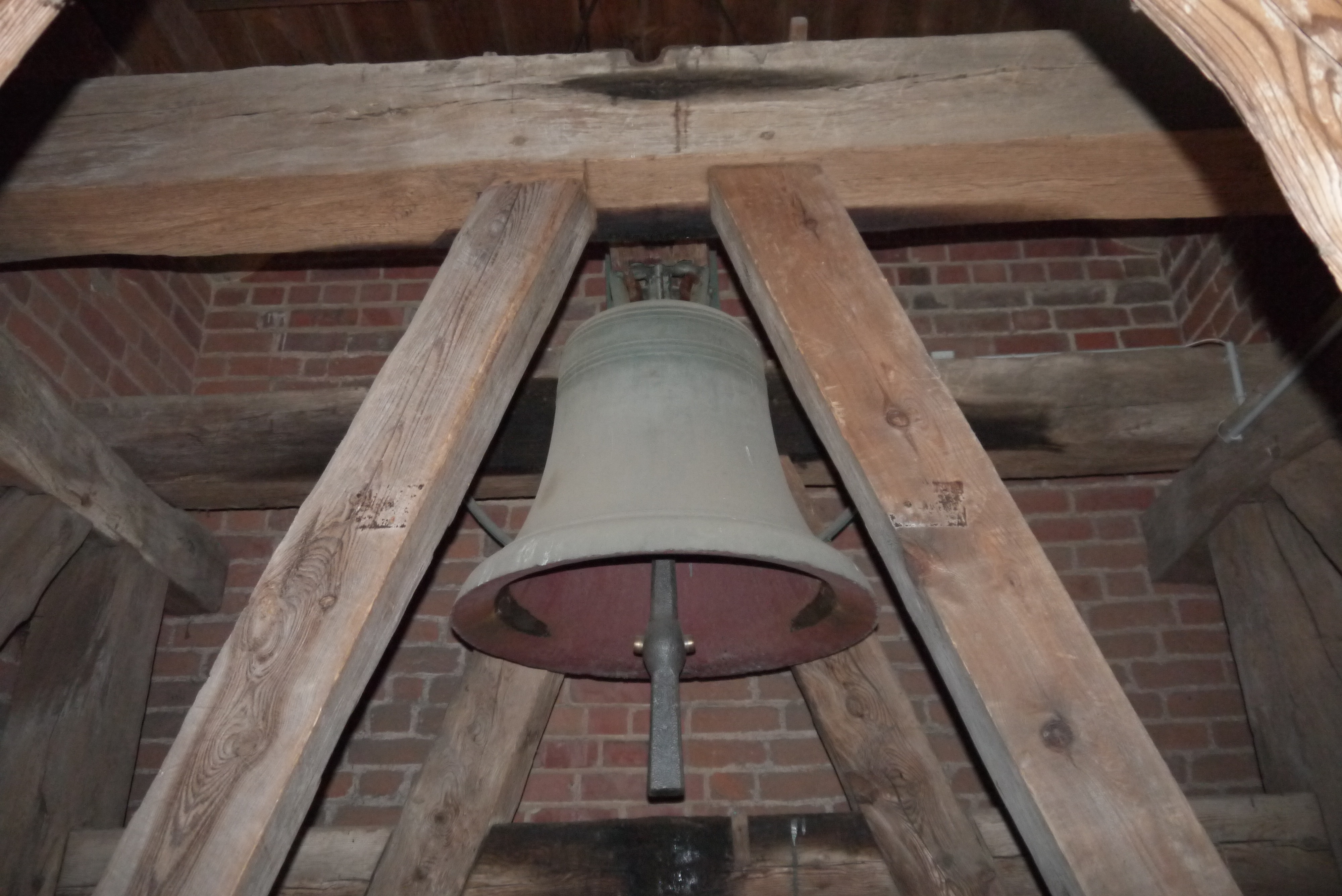
Jeden z dzwonów